# Macrocarpaea zophoflora
Macrocarpaea zophoflora är en gentianaväxtart som beskrevs av Richard E. Weaver och J.R.Grant. Macrocarpaea zophoflora ingår i släktet Macrocarpaea och familjen gentianaväxter. Inga underarter finns listade i Catalogue of Life.